# محوطه جاخرمن
محوطه جاخرمن در شهرستان گیلانغرب، بخش گواور، دهستان گواور، ۱۰۰ متری غرب روستای باسکله درانبار واقع شده و این اثر در تاریخ ۲۷ اسفند ۱۳۸۶ با شمارهٔ ثبت ۲۲۴۰۱ به‌عنوان یکی از آثار ملی ایران به ثبت رسیده است.